# Isayas Afewerki

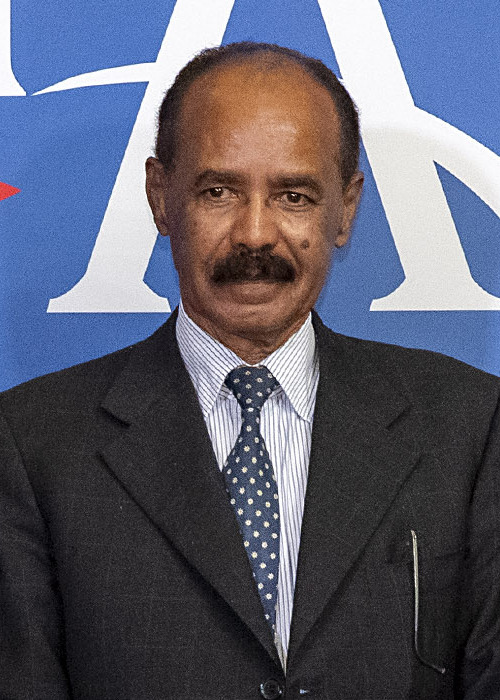
Isayas Afewerki, 2024

Isayas Afewerki (Tigrinya ኢሳያስ አፈወርቂ; * 2. Februar 1946 in Asmara) ist ein eritreischer Politiker. Er ist Generalsekretär der im Rahmen einer Einparteien-Regierung geführten Volksfront für Demokratie und Gerechtigkeit. Zuvor leitete er im eritreischen Unabhängigkeitskrieg die Vorgängerorganisation eritreische Volksbefreiungsfront (EPLF).
Afewerki ist seit der offiziellen Staatsgründung am 24. Mai 1993 Staatspräsident und Vorsitzender der seit dieser Zeit bestehenden Übergangsregierung Eritreas. Da seit seiner Amtseinführung keine Wahlen stattfanden (Stand August 2025) und Afewerki offen zugab, für mehrere Jahrzehnte keine Wahlen zu beabsichtigen, wird er von westlichen Medien als Diktator bezeichnet.

## Lebensweg
Afewerki ist Sohn eines Beamten, der für das Tabakmonopol arbeitete. Seine Mutter hatte Tigray-Vorfahren. Die Familie bekannte sich zum orthodoxen Christentum.

### Jugend und Ausbildung
Afewerki wuchs im Arbeiterbezirk Aba Shi'aul von Asmara auf. Er besuchte eine der beiden damals existierenden staatlichen Sekundarschulen der Stadt, benannt nach Endelkachew Makonnen.
Isayas Afewerki studierte ab 1965 Ingenieurwissenschaften in der äthiopischen Hauptstadt Addis Abeba, fiel aber bei der Prüfung am Ende des ersten Jahres durch.
Bereits damals beteiligte er sich an der Eritreischen Befreiungsfront (ELF), die für die Unabhängigkeit seiner Heimatprovinz Eritrea von Äthiopien kämpfte. Er behauptete, die Führung des Landes sei primär islamisch geprägt und benachteilige Hochlandchristen. Nach seinem Studienabbruch im Juni 1966 begab er sich für die Organisation ins sudanesische Kassala. Dort gründete er konspirativ am 17. Oktober 1966 mit dem 1974 hingerichteten Mussie Tesfamikel und mit Haile Wod'ensae, genannt „Drue“, eine Gruppe innerhalb der ELF.
Eine militärische Ausbildung erhielt er mit vier weiteren Genossen, darunter Ramadan Nur, auf dem Höhepunkt der Kulturrevolution ein Jahr lang in der Volksrepublik China.

### EPLF und Unabhängigkeitskampf
Beim Versuch, per Dau heimlich aus Saudi-Arabien wieder in die Heimat zurückzukehren, wurde Afewerki verhaftet und sechs Monate inhaftiert. Der ELF-Funktionär Osman Saleh Sabbe erreichte seine Freilassung und machte ihn 1968 zum politischen Kommissar der christlich dominierten 5. Division (um Asmara) der inzwischen zerstrittenen ELF. Afewerki und seine linken Kameraden hielten die Trennung entlang religiös-ethnischer Linien für unangemessen und formierten zunächst eine „Volksbefreiungsfront“ (engl.: PLF2). Zur endgültigen Abspaltung der vor allem in Danakil aktiven Guerillas kam es mit der Gründung der geheimbündlerisch organisierten Eritreischen revolutionären Volkspartei am 4. April 1971. Afewerki arbeitete ihr politisches Programm aus. Aus dieser ging die Eritreische Volksbefreiungsfront hervor.
Nachdem 1974 der „provisorische Militärverwaltungsrat“ Derg in Äthiopien Haile Selassie gestürzt hatte, kam es zu ideologischen Differenzen mit anderen Befreiungsbewegungen hinsichtlich der Einschätzung der politischen Rolle der Sowjetunion. Bis 1976 kooperierten EPLF und die zunehmend bedeutungsloser werdende ELF im Kampf für die Unabhängigkeit Eritreas. Die nächsten Jahre war man der Volksbefreiungsfront von Tigray (TPLF) eng verbunden. Bis zum Sieg im äthiopischen Bürgerkrieg, dem Einmarsch der Koalition der revolutionären demokratischen Front der äthiopischen Völker in Addis Abeba im Mai 1991, blieb Afewerki Führer der EPLF und somit nach der De-facto-Unabhängigkeit 1991, auf die 1993 die internationale Anerkennung folgte, erster Staats- und Regierungschef seiner Heimat.

## Politik als Präsident

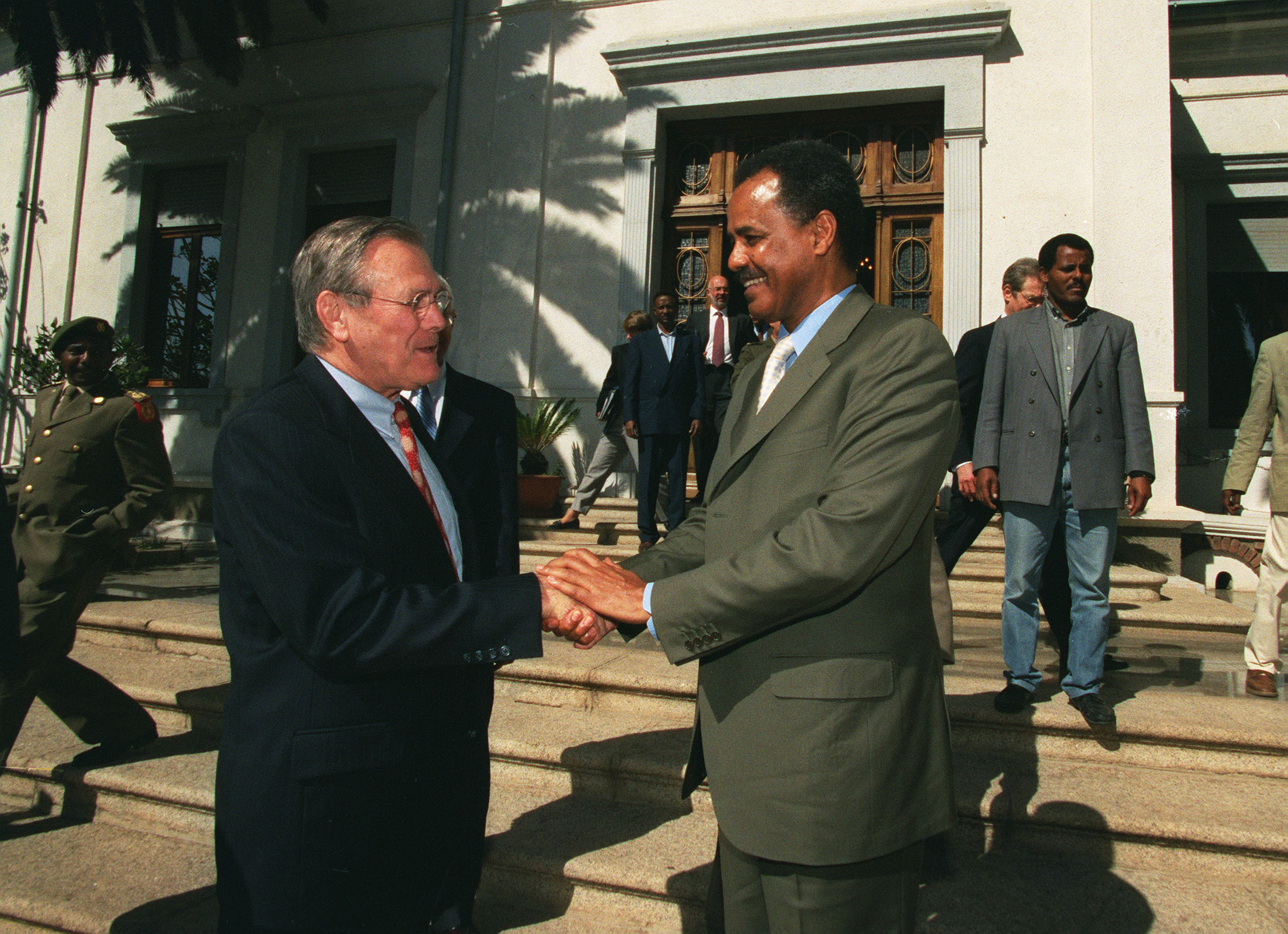
US-Verteidigungsminister Donald Rumsfeld und Präsident Isayas Afewerki (2002)

Am 22. Mai 1993 wählte die Nationalversammlung von Eritrea Afewerki mit 99 von 104 Stimmen zum Staatspräsidenten. Seit der Unabhängigkeitserklärung vom 24. Mai 1993 ist Afewerki Staats- und Regierungschef in einer Person.
Afewerkis Herrschaft wird als autoritär bezeichnet. So besteht seit 1994 ein Einparteiensystem der PFDJ unter seiner Leitung. Die 1997 verabschiedete Verfassung trat nicht in Kraft. Seine Ideologie ist pragmatisch moderat-marxistisch. Dabei zeigt er durchaus Sendungsbewusstsein, ohne dass es jedoch zu einem Führerkult kam. Von persönlicher Bereicherung seinerseits ist bislang nichts bekannt. Innenpolitisch stützt er sich auf eine Gruppe alter Kameraden, darunter Yemane Ghebreab (* 1954), Abraha Kassa (Sicherheitsdienste), Hagos Ghebrehiwot (Finanzen) und Yemane Ghebremeskel (Regierungssprecher).

### Außenpolitik
Außenpolitisch pflegt Afewerki gute Beziehungen mit der Volksrepublik China, aber auch mit dem Iran und Kuba. Beim Festmahl zum 60. Jahrestag der Befreiung Chinas äußerte er sich, angetrunken, kritisch über den dort seit 1979 dominierenden Revisionismus und erklärte, er bliebe ein Bewunderer Mao Tse-tungs.
Das Verhältnis zu Äthiopien und den USA blieb bis 2018 angespannt.
Bedingt durch den jahrzehntelangen Unabhängigkeitskrieg gegen Äthiopien wird die Eigenständigkeit Eritreas stark betont, was nach Ansicht der Anrainer und verschiedener Beobachter zu einem Isolationismus führt. Der eritreisch-äthiopische Grenzkrieg 1998–2000 sorgte für eine erneute militärische Durchorganisation der Gesellschaft Eritreas, die bis heute anhält und Hauptkritikpunkt ausländischer Beobachter ist.
Am 9. Juli 2018 unterzeichnete Afewerki einen Friedensvertrag mit Äthiopiens Präsident Abiy Ahmed, nachdem dieser den Anspruch auf die eritreische Region um Badme aufgegeben hatte. Als die äthiopischen Streitkräfte einen Krieg gegen die Volksbefreiungsfront von Tigray (TPLF) zu verlieren begann, entsandte Aferwerki – nicht ohne von Äthiopien dafür bezahlt zu werden – eritreische Soldaten nach Tigray gegen die TPLF, die Afewerki seit dem Grenzkrieg als Erzfeind betrachtet. Seine Soldaten gingen mit extremer Brutalität auch gegen die äthiopische Zivilbevölkerung vor, als sie ein Massaker an Zivilisten verübten und plünderten. Im April 2021 behauptete er nach internationalem Druck, den Abzug seiner Truppen aus Äthiopien angeordnet zu haben. Allerdings waren eritreische Soldaten auch im Folgemonat noch in Tigray präsent.

### Persönliches
Afewerki spricht gutes Arabisch. 
Afewerki ist mit Saba Haile, einer Mitkämpferin, die er 1981 in Nakfa kennenlernte, verheiratet. Das Paar hat drei Kinder: Abraham (* 1982), Elsa (* 1991) und Berhane (* 1993).

#### Auszeichnungen
- 1. Klasse des Orden von Zayed, höchste Auszeichnung der Vereinigten Arabischen Emirate.